# Odontanthias elizabethae
Odontanthias elizabethae là một loài cá biển thuộc chi Odontanthias trong họ Cá mú. Loài này được mô tả lần đầu tiên vào năm 1923.

## Từ nguyên
Từ định danh elizabethae được đặt theo tên gọi của Elizabeth, vợ của tác giả Fowler, vì sự hỗ trợ của bà trong quá trình nghiên cứu về cá Hawaii của ông.

## Phân bố
O. elizabethae là loài đặc hữu của quần đảo Hawaii và cả đảo Johnston không xa đó. O. elizabethae thường xuất hiện trên nền đáy cứng có hang hốc, được tìm thấy trong khoảng độ sâu 107–291 m.

## Mô tả
Chiều dài chuẩn (SL: standard length) lớn nhất được ghi nhận ở O. elizabethae là 11 cm. Cá có màu nâu ở phần thân sau (giữa phần mềm của vây lưng và vây hậu môn), cuống đuôi có dải trắng bao quanh. Vây bụng  có các tia sợi vươn dài. O. elizabethae cũng là loài duy nhất trong chi có hai thùy đuôi rất dài với các tia sợi.
Số gai ở vây lưng: 10; Số tia vây ở vây lưng: 16–17; Số gai ở vây hậu môn: 3; Số tia vây ở vây hậu môn: 7; Số gai ở vây bụng: 1; Số tia vây ở vây bụng: 5; Số vảy đường bên: 38–42; Số lược mang: 44–47.